# Cerebrospinalvätska

MR-bild som visar flödet av cerebrospinalvätska i hjärnan.

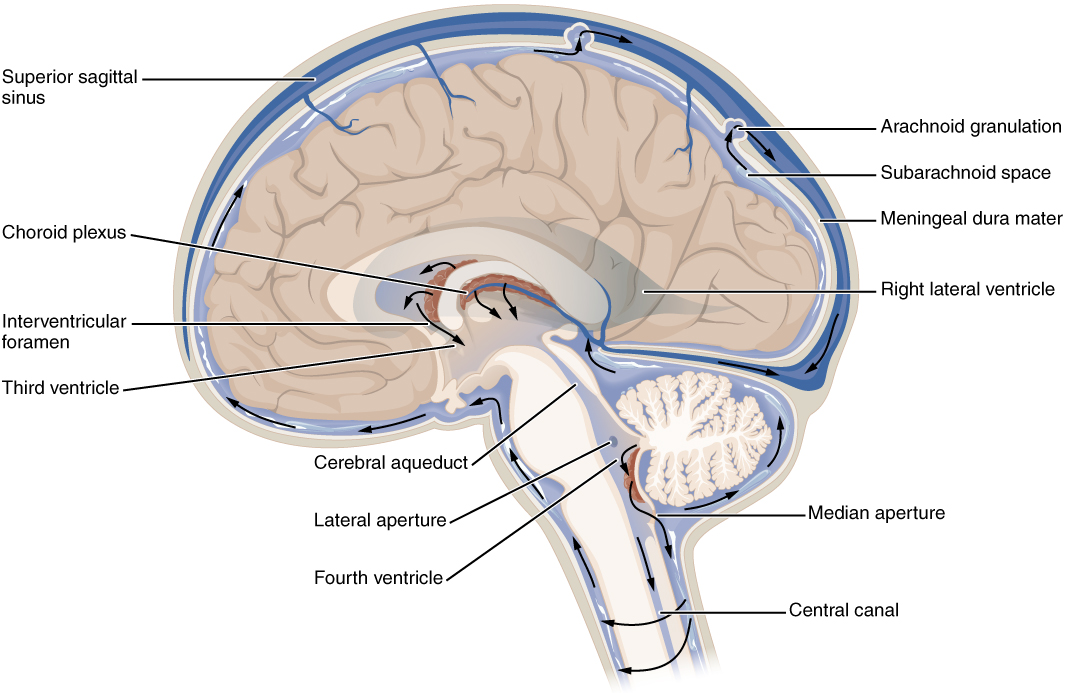
Likvorflödet i hjärna och hjärnstam.

Cerebrospinalvätska (hjärn-ryggmärgsvätska, CSV eller CSF), likvor (från latinets liquor cerebrospinalis), eller ryggmärgsvätska är en färglös vätska som fyller hjärnans ventriklar och flödar runt i och kring hjärnan och ryggmärgen mellan hinnorna pia mater och spindelvävshinnan. Ryggmärgsvätskan innehåller 99 % av vatten och 1 % av salter främst natriumklorid. Dessutom finns mycket små mängder socker, protein och vita blodkroppar. 
Ryggmärgsvätskan har flera funktioner. Den agerar stötdämpande och skyddar hjärnan vid mekaniskt trauma, den bidrar till kylning av hjärnan, transporterar näringsämnen till hjärnceller som ligger nära ventriklarna samt avlägsnar slaggprodukter.
En vuxen människa har normalt cirka 140 ml cerebrospinalvätska i centrala nervsystemet. Omkring en halvliter bildas per dygn, vilket innebär att cerebrospinalväskan ersätts tre till fyra gånger per dygn. Den bildas i de blodkärlsrika plexus choroideus i ventriklarnas väggar, av specialiserade ependymceller, och återupptas i blodet via blodkärlsrika bildningar, Pacchionis granulationer, i venerna på hjärnans ovansida.
Vattenskalle (hydrocephalus) är ett tillstånd som uppstår om trycket i skallen ökar på grund av för mycket cerebrospinalvätska, vilket oftast beror på att dess avflöde är blockerat.
I en neurologisk utredning brukar man analysera prov av ryggmärgsvätskan, eftersom sjukdomar i centrala nervsystemet kan ge karaktäristiska förändringar i den. Provet tas genom lumbalpunktion. Några exempel är olika typer av infektioner, som kan ge ökade mängder av vita blodkroppar, vissa former av hjärnblödning som kan leda till stora mängder röda blodkroppar i den, eller multipel skleros som förändrar ryggmärgsvätskans sammansättning av proteiner.